# Anielskie Przełączki
Anielskie Przełączki – trzy przełączki w głównej grani Młynarza w słowackich Tatrach Wysokich. Znajdują się w Skoruśniaku między Anielską Igłą i II Aniołem. Na zachodnią stronę stoki przełączek opadają do Doliny Żabiej Białczańskiej, na wschodnią do Doliny Białej Wody. W kolejności od południa na północ są to:
- Anielska Igła (Anjelská ihla)
- Zadnia Anielska Przełączka (Zadná štrbina v Anjeloch). Na zachód opada z niej trawiasty żlebek z dwoma prożkami
- IV Anioł (Čtvrtý anjel)
- Pośrednia Anielska Przełączka (Prostredná štrbina v Anjeloch). Na zachód opada z niej skośna załupa, dołem bardzo stroma, górą zarośnięta kosodrzewiną
- III Anioł (Tretí anjel)
- Skrajna Anielska Przełączka (Predná štrbina v Anjeloch)
- II Anioł (Druhý anjel)[1].

Nazwy przełączkom nadał Władysław Cywiński w 6 tomie przewodnika Tatry. Przewodnik szczegółowy.

## Drogi wspinaczkowe
Przez Anielskie Przełączki poprowadzono dwie drogi wspinaczkowe. Obecnie jednak jest to zamknięty dla turystów obszar ochrony ścisłej Tatrzańskiego Parku Narodowego.
1. Granią od Limbowych Turniczek do Pośredniej Skoruszowej Przełęczy; kilka miejsc III, jedno miejsce IV w skali tatrzańskiej, czas przejścia 4 godz.[1]
2. Zachodnim żlebem na Zadnią Anielską Przełączkę; III, 30 min[1].